# Херманштрассе (станция метро)
Херманштрассе (нем. Hermannstraße) — станция Берлинского метрополитена в районе Нойкёльн, южная конечная линии U8, имеет пересадку на одноимённую станцию внутригородской электрички.

## История
Туннель до станции «Лайнештрассе», а также частично сама станция были построены ещё в 1931 году. В годы Второй мировой войны туннели использовались как бомбоубежища, а после разделения Берлина стеной станцию не хотели достраивать по политическим соображениям — линии внутригородской электрички принадлежали ГДР, и жители Западного Берлина бойкотировали этот вид транспорта. Станция была открыта после объединения Германии 14 июля 1996 года.

## Архитектура и оформление

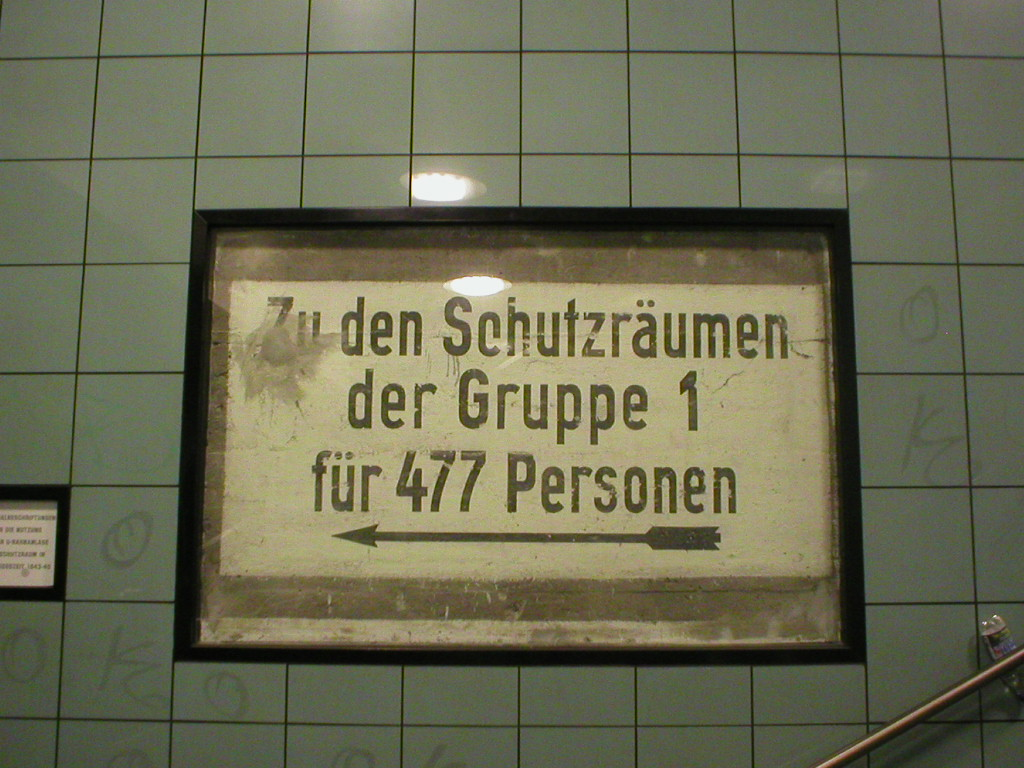
Фрагмент стены лестницы, ведущей на станцию

Колонная трёхпролётная станция мелкого заложения. Последняя станция, спроектированная Райнером Герхардом Рюммлером. Путевые стены и колонны облицованы голубым кафелем. В некоторых участках стены кафелем не облицованы, и на голом бетоне под стеклом видны надписи времён Второй мировой войны. На станции три выхода, в центре и в торцах платформы. Средний выход совмещён с пересадкой на станцию внутригородской электрички.